# Misgurnus mohoity
Misgurnus mohoity — рыба из рода вьюны семейства вьюновые. Пресноводные донные рыбы. Обитают в Китае, Монголии и на Дальнем Востоке России. Безвредны для людей и не являются объектом промысла.